# Аша Матай
А́ша Мата́й (настоящее имя — Акбота Маратовна Аскарбекова) — казахстанская певица и актриса, телеведущая, DJ.

## Биография
Родилась в поселке Матай в семье юристов. Старший брат — Айдар Аскарбеков, младший — Асылжан Аскарбеков.
Окончила среднюю школу № 163 в городе Алматы. Пела в трио под названием «Сана». Выпускница КазНУ, факультет международных отношений, получила диплом юриста-международника. Обладательница Гран-При «Шабыт» и «Жахан дала», победитель Республиканского телешоу конкурса «Империя звёзд».
В 2013 году стала «ТВ ведущая года». В том же году стала одной из ведущей III Фестиваля цветов «Алматы — гул кала».
В феврале 2014 года стала лицом нового казахстанского бренда женской одежды Malique; в том же году стала лицом марки Brosh. В сентябре в Алмате выступила на XV юбилейным музыкальным ретрофестивале «Алма-Ата — моя первая любовь».
В марте 2016 года снялась в клипе российского певца грузинского происхождения Сосо Павлиашвили на песню «От Астаны и до Москвы».
Имеет спортивное звание «Кандидат в мастера спорта» по большому теннису.

### Личная жизнь
25 сентября 2015 вышла замуж за певца одного из солистов музыкальной группы Mysterions Армана Конырбаева (11 января 1989). В торжестве, которое в соцсетях окрестили «свадьбой года», приняли участие казахстанские знаменитости (Айкын, Дильназ Ахмадиева, Али Окапов, Макпал Исабекова, группа «All Давай» и многие другие). Специально для молодоженов пару композиций на свадьбе исполнил популярный ныне рэпер МС Сайлаубек. Медовый месяц провели на острове Бали (Индонезия).
Две дочери— Асылым (род. 31 октября 2016) и Айым (род. 13 января 2020).

## Фильмография
- 2006 — Қымызхана (сериал) — певица, в эпизоде
- 2009 — Биржан Сал — Ляйлим, главная роль
- 2009 — Астана ғашықтар мекені — Мульдир
- 2009 — Обратная сторона — Карина, девушка главного героя
- 2010 — Коктейль для звезды — журналист[16]
- 2011 — Возвращение в «А» раб. названия «Настоящий полковник», «Кара майор» (Казахстан, Россия) — Алия
- 2011 — Алдар косе (сериал) — Айнаш
- 2011 — Мой грешный ангел — посетительница зоопарка
- 2011 — Жаным-2 (сериал) — Салтанат (главная роль)[17][18]
- 2012 — Прямой эфир/Тікелей эфир (сериал) — Бибигуль[19][20][21]
- 2012 — Қарашаңырақ — Айсулу
- 2013 — «Брат мой Борат»[22] — не был завершен
- 2013 — Мюзикл «Сұлу бойжеткен» — камео
- 2015 — 16 қыз — Айжан

## Награды
- 2019 — Премия People Awards «Телеведущая года»[23][24][25].